# Sancy (Meurthe-et-Moselle)
Sancy é uma comuna francesa na região administrativa de Grande Leste, no departamento de Meurthe-et-Moselle. Estende-se por uma área de 13,19 km². Em 2010 a comuna tinha 325 habitantes (densidade: 24,6 hab./km²).